# Deinopis kollari
Deinopis kollari är en spindelart som beskrevs av Carl Ludwig Doleschall 1859. Deinopis kollari ingår i släktet Deinopis och familjen Deinopidae. Inga underarter finns listade i Catalogue of Life.